# Nora Ortlieb
Nora Ortlieb (Berlín, 1904-Stuttgart-1984) fue una diseñadora y grabadora en vidrio alemana.

## Trayectoria
Fue hija del diseñador de interiores Walter Ortlieb. Inició el estudio de la técnica de grabado en vidrio en 1924, en la Kunstgewerbeschule (Escuela de Artes Aplicadas) de Stuttgart, con el profesor Wilhelm von Eiff, un especialista en la talla, tanto en alto como en bajo relieve, cuyo arte se considera que supera los logros de los maestros barrocos alemanes, tanto técnica como artísticamente. Ortlieb trabajó con él en el departamento especializado en vidrio frío y piedras preciosas, encargándose de la supervisión de estudiantes. Superó su examen de maestría en 1933 y siguió utilizando instrumentos y herramientas eléctricas del ámbito odontológico como había aprendido con von Eiff al que apoyó hasta la muerte de éste en 1943. En 1950, Ortlieb publicó una monografía sobre el profesor y organizó una exposición conmemorativa en Stuttgart.
Desde 1929 hizo principalmente trabajos de grabado y corte, produciendo pequeñas series de menos de diez piezas, excepto algunos motivos como los estampados «amapola» y «flor de estrella». También realizó reelaboraciones y variaciones de diseños básicos para producir piezas únicas siempre nuevas. En 1934 comenzó la elaboración de tallas de piedra, principalmente de cristal de roca con altorrelieve plasmando máscaras, pájaros y estrellas. También talló piezas con motivos de ranuras, bucles, dentados y hojas. En 1943, tras la muerte de Wilhelm von Eiff, abrió su primer taller que fue destruido durante la guerra. Después de 1945, cooperó con Erwin Barthel y Erwin Hees,también de la Escuela de von Eiff, en trabajos de corte. En 1946 abrió un estudio en Stuttgart junto a Marianne Schoder, donde también trabajaron, desde 1948 hasta los años 50, las hermanas Charlotte y Rosemarie Hauck y Erwin Barthel. Estuvo sola al frente del estudio entre 1954 y 1968. De 1954 a 1964 se dedicó a cortar vidrio para la empresa alemana dedicada a la fabricación y transformación de vidrio Deutsche Tafelglas AG (DETAG). En 1955 comenzó a diseñar vasijas asimétricas y esculturas. Tras abandonar el estudio en 1969, se concentró en el corte y continuó colaborando con Erwin Barthel en objetos de mayor tamaño.
En España se conserva obra suya en el Museo Nacional de Artes Decorativas, que la incluyó  en la exposición de 2020, Esperanza y Utopía. El diseño entre 1900 y 1939.

## Publicaciones
1950 - Dem Glas- und Edelsteinschneider Wilhelm von Eiff zum Gedenken Editorial Bamberg.